# مرموط
المرموط (الاسم العلمي: Marmota) هو جنس من الحيوانات يتبع فصيلة السنجابية من رتبة القوارض. وهو أكبر حيوان في فصيلة السنجابيات. يعيش في الجحور ويوجد في مناطق كثيرة من نصف الكرة الشَّماليَّة. يعيش مرموط الألب في الصَّيف في أعالي جبال الألب والهيمالايا. أما في الشتاء فإنه ينزل إلى أراضي الرعي ليدخل في السبات الشتوي في جحور صغيرة. يبلغ طول المرموط من 30 إلى 60سم، وله أرجل قصيرة وأذنان صغيرتان وذيل يصل طوله حتى 25سم، ومعظمها لديه فراء رمادية على الظهر، وبرتقالية مصفرة على البطن. والمرموط يتغذَّى على التوت والطحالب والزهور، ويزيد وزنه في الخريف. ويقضي الشِّتاء في النوم. وأنثى المرموط تلد في شهر مايو من أربعة إلى خمسة صغار، ويعيش في مجموعات على منحدرات الجبال. إن لونه البني الفاقع يسهم في إضافة ميزة فريدة عليه عن غيره من السناجب.

## معيشته
يولد المرموط مما يعيش في أواسط أوروبا ووزنه لا يزيد عن 450 جرام. ويرضع من أمه حتى يصل عمره من 30 إلى 40 يوم فيستطيع أكل غذاءه المتكون من النباتات والأعشاب والحشرات. له صفير مميز يتفاهم به مع قرنائه. ويتميز باتساع رؤيته إذ أن عينيه واقعتين على جانبي رأسه. حاسة الشم لديه ضعيفة ولذلك له غدة في الصدغ تفرز هرمونا تساعد على تعرف المرموط على البيئة وكذلك تعرفهم مع بعضهم البعض. ولكن لا بد من اقترابهم من بعض حتى يتحسس الواحد رائحة الآخر. لهذا تجدهم يتحسسون برؤوسهم ويحك الواحد منهم أنفه بأنف الآخر. عندما يأتي وقت الشتاء يكون المولود قد كبر إلى نحو 4 كيلوجرام ويستطيع قضاء فترة السبات الشتوي بسلام. يصبح المولود منهم بالغا جنسيا بعد مرور سنة.

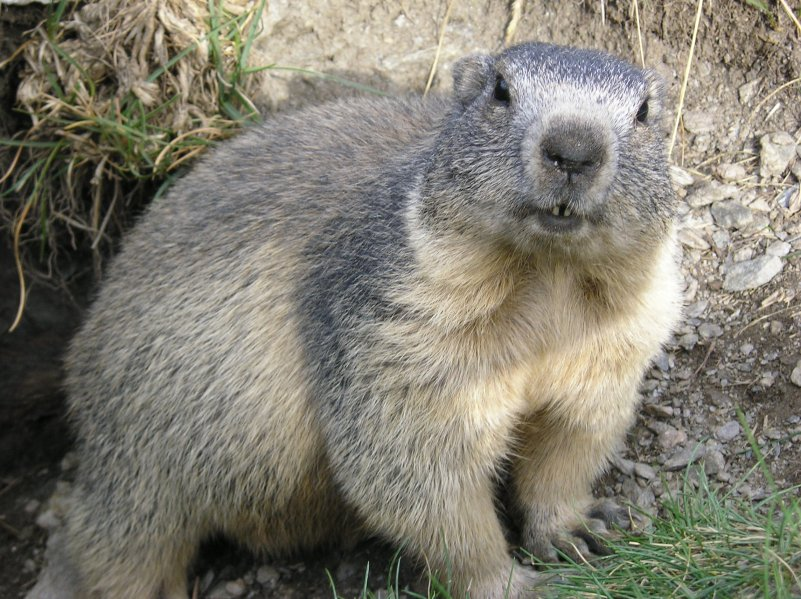
مرموط من جبال الألب في وسط أوروبا.

يتزاوج المرموط بعد الصحيان من السبات الشتوي في شهر مايو. وتبلغ مدة الحمل نحو خمسة أسابيع. وبعد الولادة ينشغل الصغير بتعاطي الغذاء لكي يكوّن في جسمه مخزونا من الدهن يعينه على فترة السبات الشتوي. وقد يصل وزن المرموط الكبير نحو 8 كيلوجرام.
مدة السبات الشتوي تبلغ ستة أشهر، تنخفض خلالها درجة حرارة المرموط إلى نحو 5 درجة مئوية.
وتقل ضربات قلبه من نحو 200 إلى 20 في الدقيقة كما يقل معدل تنفسه إلى شهيقين وزفيرين في الدقيقة.

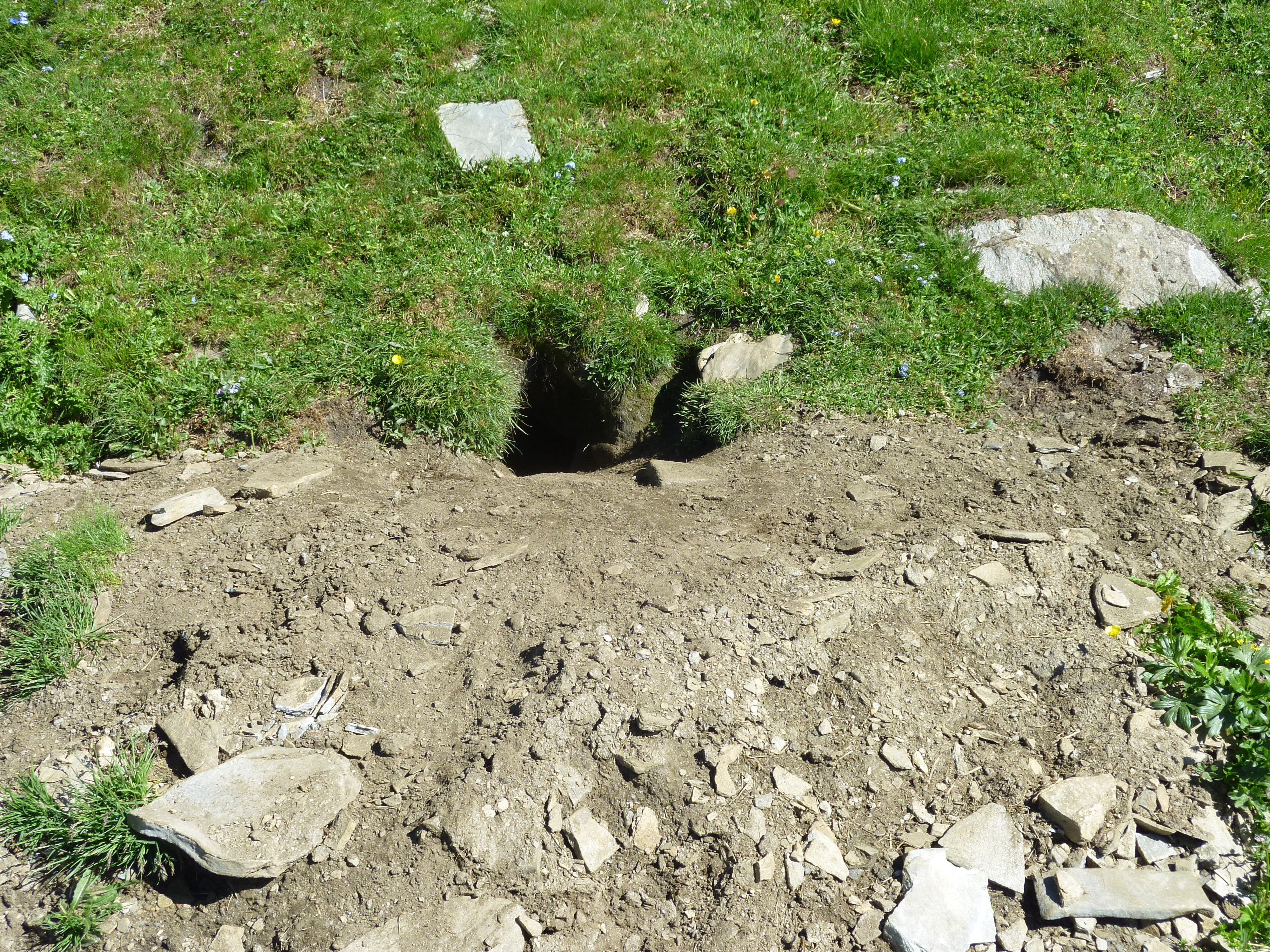
حجر المرموط

ويستهلك خلال فترة السبات الشتوي نحو 1200 جرام من دهن جسمه.
يتغذى المرموط على النباتات والأعشاب ويكملها بما تحتوي عليه الحشرات واليرقات من بروتين. وخلال شهر الصيف ينشغلون بجمع الأعشاب الجافة ليس للأكل وإنما لتجهيز مرقد الشتاء. فتجمع العائلة منهم نحو 10 كيلوجرام من العشب لتجهيز مكان السبات الشتوي وفي الربيع يتخلصون من هذا العشب القديم. يمتد جحر مجموعة من المرموط بين 30 إلى 70 متر. وهو متفرع يسمح بهروب المرموط عند الخطر.
يعيش المرموط في الشتاء على منحدرات الجبال المتجهة نحو الجنوب. وفي الصيف يبقون على أعالي الجبال. تقل عند المرموط غدد العرق ولديه شعر غزير فلا يرتاح في درجات حرارة للجو أعلى من 20 درجة مئوية. ولهذا ينامون خلال وقت الظهر.
لا يبتعد المرموط عن مكان معيشته أكثر من نحو 100 متر ويتولى كل جيل الحجر الذي خلفه له جيل الآباء، يرعوه ويسكنوا فيه. في كل مجموعة يوجد بها مرموط ألفا (أي كبيرهم) أما المرموط الشاب فعليه مغادرة المجموعة للزواج، ولكن نظرا لارتباطهم بمكان معيشتهم وحبهم للبقاء سويا فلا يفلح في مغادرة المجموعة إلا واحد من كل عشرة من المراميط الشابة.

## أنواع المرموط
- مرموط السهوب (الاسم العلمي: Marmota baibacina)
- مرموط بوباك (الاسم العلمي: Marmota bobak)
- مرموط الأسكا (الاسم العلمي: Marmota broweri)
- مرموط أشيب (الاسم العلمي: Marmota caligata)
- مرموط أسود مقلنس (الاسم العلمي: Marmota camtschatica)
- مرموط طويل الذيل (الاسم العلمي: Marmota caudata)
- مرموط أصفر البطن (الاسم العلمي: Marmota flaviventris)
- مرموط هيملايا (الاسم العلمي: Marmota himalayana)
- مرموط ألبي (الاسم العلمي: Marmota marmota)
- مرموط منزبيري (الاسم العلمي: Marmota menzbieri)
- مرموط خنزير الأرض (الاسم العلمي: Marmota monax)
- مرموط أولمبي (الاسم العلمي: Marmota olympus)
- مرموط سيبري (الاسم العلمي: Marmota sibirica)
- مرموط فانكوفري (الاسم العلمي: Marmota vancouverensis)